# Clairvoyance (X-Files)
Clairvoyance (Release) est le 17e épisode de la saison 9 de la série télévisée X-Files. Dans cet épisode, un cadet du FBI aux incroyables capacités de profilage aide Doggett à résoudre l'affaire du meurtre de son fils.
John Shiban, concepteur du personnage à la base de l'intrigue, devait initialement scénariser l'épisode tout seul mais, occupé par d'autres travaux, il a dû laisser à David Amann le soin de le finaliser. L'épisode a obtenu des critiques plutôt favorables.

## Résumé
Après avoir reçu une lettre anonyme, Doggett découvre le cadavre d'une femme emmurée dans un immeuble abandonné. Lors de l'autopsie du corps menée par Scully devant des cadets de l'Académie du FBI, les observations très perspicaces de l'un d'eux, Rudolph Hayes, permettent à Scully de relier ce meurtre à un autre crime ayant eu lieu quinze jours auparavant. Doggett et Reyes vont trouver Hayes, qui leur affirme que le meurtrier fait partie du milieu du crime organisé. Les deux agents suspectent alors Nicholas Regali, un ancien mafieux en liberté conditionnelle qui a été vu dans le même bar que les deux victimes le soir des meurtres.
Impressionné par les capacités de Hayes, Doggett lui demande de l'aider à résoudre l'affaire du meurtre de Luke, son fils. Hayes lui confie qu'il a des visions lorsqu'il regarde suffisamment longtemps des photos de scènes de crimes et que le meurtre de Luke est lié à l'enquête actuelle car le meurtrier, Regali, est le même. Doggett demande à son ex-femme d'assister à une parade d'identification mais celle-ci ne reconnaît pas Regali. Brad Follmer apprend ensuite à Doggett et Reyes que Hayes se nomme en réalité Stuart Mimms et qu'il a été interné en hôpital psychiatrique pour soigner sa schizophrénie. Il insinue également que Hayes pourrait être l'assassin de Luke. Hayes est arrêté mais il s'avère que Follmer protège Regali car celui-ci le fait chanter. Hayes reconnaît être un imposteur mais nie être le meurtrier, affirmant que c'est lui qui a mis Doggett sur la piste en envoyant la lettre anonyme.
Ébranlé par l'apparente sincérité de Hayes, Doggett retourne voir Regali. Ce dernier lui raconte une histoire « hypothétique » dans laquelle il admet à mots couverts avoir tué Luke avant de s'en aller. Le choc passé, Doggett le suit avec l'intention de le tuer quand il entend un coup de feu et voit que Follmer a abattu Regali. Doggett et son ex-femme dispersent ensuite les cendres de Luke au bord de l'océan.

## Distribution
- Gillian Anderson : Dana Scully
- Robert Patrick : John Doggett
- Annabeth Gish : Monica Reyes
- Cary Elwes : Brad Follmer
- Jared Poe : Rudolph Hayes
- Barbara Patrick : Barbara Doggett
- Sal Landi : Nicholas Regali

## Production
L'épisode doit initialement être scénarisé par le seul John Shiban mais celui-ci, trop occupé par d'autres tâches, confie la finalisation du script à David Amann après avoir développé l'intrigue. Shiban conçoit le personnage de Rudolph Hayes, à la base de l'intrigue, en s'inspirant de l'œuvre d'Arthur Conan Doyle. Il lui donne un côté d'enquêteur brillant doté d'une extraordinaire intuition, comme Sherlock Holmes, tout en envisageant qu'il pourrait être un génie du crime s'amusant à brouiller les pistes, à l'instar du professeur Moriarty. Plus tard, Shiban et Amann décident que Hayes va aider Doggett à résoudre l'affaire du meurtre de son fils, afin de conclure cet arc narratif avant la fin imminente de la série. Le scénario règle également le cas du personnage de Brad Follmer en dévoilant sa corruption. Jared Poe, qui interprète le rôle de Rudolph Hayes, n'avait auparavant aucune expérience d'acteur et était, au moment du casting, stagiaire au sein de l'équipe de scénaristes de X-Files. Il décroche néanmoins le rôle devant une trentaine d'autres candidats.
Robert Patrick reconnaît qu'il a eu des difficultés à tourner la dernière scène de l'épisode, confiant qu'il « pense qu'il n'y a pas pire cauchemar pour un parent que de perdre son enfant ». L'acteur salue le travail du réalisateur Kim Manners, qui l'a aidé à trouver le ton juste pour la scène. Robert Patrick regrette par ailleurs que l'arrêt de la série n'ait pas permis de développer la relation de Doggett avec Reyes, le rapprochement des deux agents étant de plus en plus visible dans cet épisode. Annabeth Gish partage ce regret, estimant que son personnage aurait certainement pris l’initiative de pousser plus loin cette relation si la série s'était poursuivie.

## Accueil

### Audiences
Lors de sa première diffusion aux États-Unis, l'épisode réalise un score de 5,1 sur l'échelle de Nielsen, avec 8 % de parts de marché, et est regardé par 7,8 millions de téléspectateurs.

### Accueil critique
L'épisode obtient des critiques plutôt favorables. Michelle Kung, du magazine Entertainment Weekly, estime que l'épisode compte parmi « les plus dignes d'intérêt » de la saison avec Dæmonicus et 4-D. Dans leur livre sur la série, Robert Shearman et Lars Pearson lui donnent la note de 5/5, saluant cet épisode à la fois « percutant » et d'une « grande puissance émotionnelle ».
Todd VanDerWerff, du site The A.V. Club, lui donne la note de B-, estimant que malgré certaines scènes « extrêmement touchantes », notamment la dernière, et une résolution satisfaisante du meurtre du fils de Doggett, l'épisode est parasité par le personnage de Rudolph Hayes, qui occupe trop de place dans l'intrigue et dont l’interprétation par Jared Poe manque de force.
Pour John Keegan, du site Critical Myth, qui lui donne la note de 4/10, l'épisode souffre de « graves problèmes de continuité » et conclut d'une façon « totalement inappropriée » la quête de Doggett pour trouver le meurtrier de son fils. 
En France, le site Le Monde des Avengers évoque un épisode qui réussit à « emporter sans réserves l’adhésion du spectateur » par « sa densité, sa sobriété, sa mise en scène et sa musique si émouvantes, et sa qualité d’écriture ». Pour le site Daily Mars, cet épisode « tout en retenue mais bouleversant » est encore rehaussé par la musique de Mark Snow, « qui livre une de ses meilleures partitions », et s'avère être « une conclusion extrêmement réussie, quoique visiblement précipitée, aux personnages de Doggett et Reyes ».